# Ricardo Lacerda

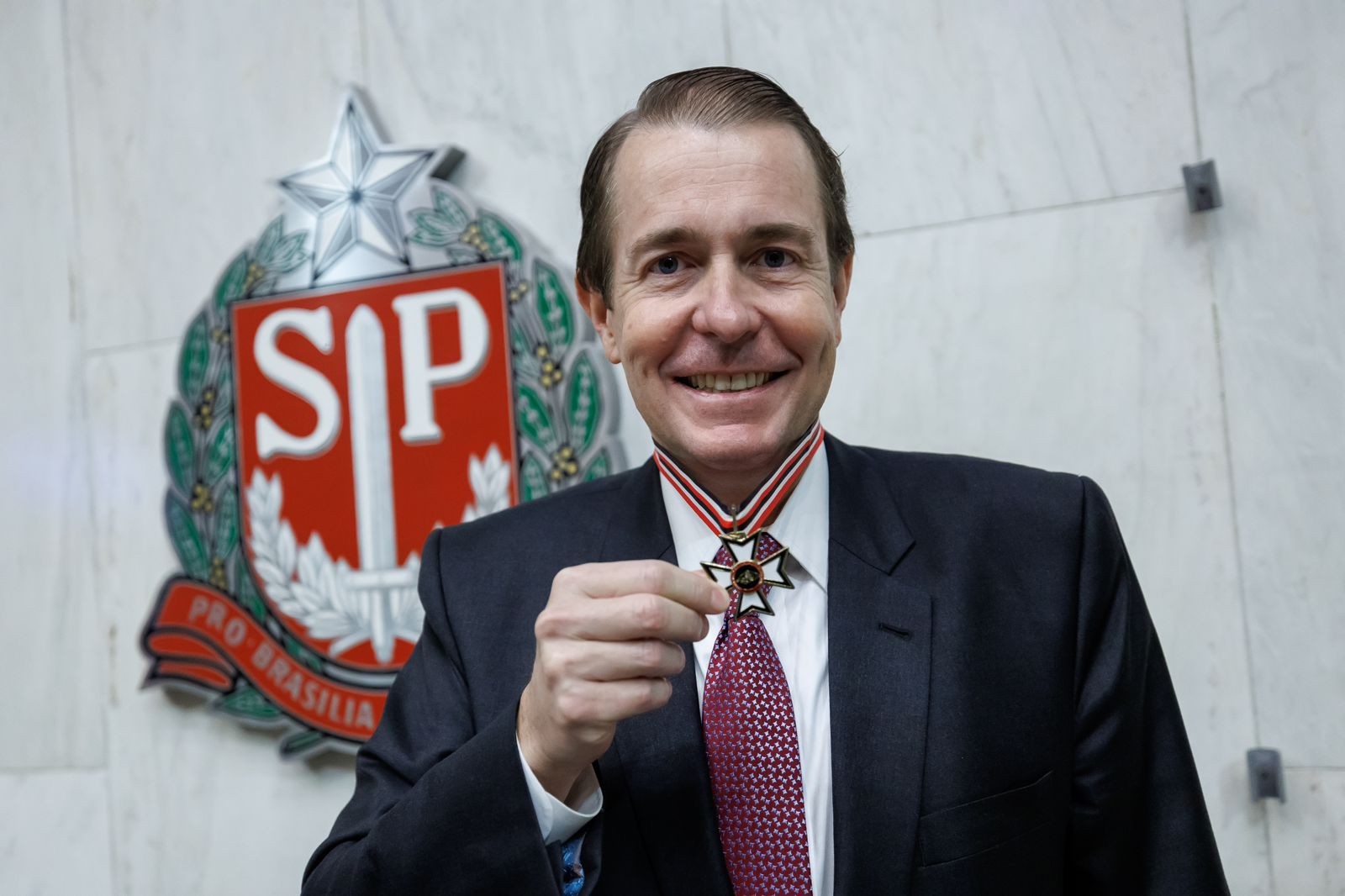
Lacerda recebendo Colar de Honra ao Mérito Legislativo da ALESP

Ricardo Fleury Cavalcanti de Albuquerque Lacerda (São José do Rio Preto, 14 de fevereiro de 1968), é um empresário e banqueiro de investimento brasileiro, sócio-fundador e diretor-presidente do Grupo BR Partners.
É considerado um dos principais especialistas em operações de fusões e aquisições de empresas (M&A) no Brasil. Em 2021, foi escolhido pela Bloomberg Línea como uma das 500 pessoas mais influentes da América Latina. No mesmo ano, Lacerda foi escolhido como um dos 50 mais influentes, respeitados e inovadores banqueiros pela Global M&A Network. A escolha se deu entre 85 empresas e 490 profissionais. Em 2023, o executivo repetiu o feito na Bloomberg Línea e entrou novamente na lista das 500 pessoas mais influentes da América Latina. Em julho de 2024, foi eleito pela renomada M&A Advisor, de Nova Iorque, por meio de um painel independente de representantes da indústria financeira de todo o mundo, como o Banqueiro de Investimento do Ano na América do Sul. Em setembro do mesmo ano, pelo segundo ano consecutivo, Lacerda foi eleito pelo comitê editorial da Bloomberg Línea uma das 500 pessoas mais influentes da América Latina. O banqueiro também foi condecorado com o Colar de Honra ao Mérito Legislativo, em sessão solene na Assembleia Legislativa de São Paulo, a mais alta honraria do Poder Legislativo do Estado, por sua contribuição para o desenvolvimento econômico de São Paulo e do Brasil.

## Formação Acadêmica
Graduado em administração pela Fundação Getulio Vargas (FGV) (1986-1990), tem mestrado em finanças pela FGV (1990-1992) e MBA pela Universidade Columbia (1994-1996).

## Trajetória Profissional
Antes de empreender e fundar o Grupo BR Partners, em 2009, Ricardo trilhou carreira de executivo em importantes instituições financeiras do Brasil e do mundo.

### Chase Manhattan
Em Nova Iorque, Lacerda trabalhou no Chase Manhattan, que mais tarde se fundiu com o J.P. Morgan, para se tornar o JP Morgan Chase.

### Goldman Sachs
Foi Vice-presidente do banco de investimentos Goldman Sachs nos Estados Unidos entre 1996 e 2001. Depois tornou-se diretor-presidente do Goldman Sachs no Brasil, cargo que ocupou até 2005.
A Goldman Sachs liderou o ranking de fusões e aquisições no Brasil em 2003 e 2004.

### Citibank
Foi diretor-presidente do banco de investimento do Citibank na América Latina (2007 a 2009) e no Brasil (2005 a 2009).
Em 2007, conseguiu levar a instituição à liderança nos rankings de fusão e aquisição de empresas no Brasil. Lacerda havia assessorado 11 operações no primeiro semestre deste ano, que totalizaram US$ 8,5 bilhões.

### BR Partners
Em 2009, fundou com outros sócios o Grupo BR Partners, um Banco de Investimento brasileiro e independente. Além de sócio-fundador, é o atual diretor-presidente da instituição. 
O Grupo BR Partners atua nas áreas de Fusões e Aquisições, Mercado de Capitais e Crédito Estruturado, Private Equity, Tesouraria e Renda Fixa.
Por duas vezes, nos últimos 10 anos, foi eleito o melhor Banco de Assessoria Financeira da América Latina, pela Euromoney.
Em 2019 e 2020, o Banco liderou os rankings de Fusões e Aquisições (M&A) e de emissão de CRIs (Certificado de Recebíveis Imobiliários) no Brasil.
Em junho de 2021, Lacerda liderou a abertura de capital do BR Partners, que se tornou o segundo banco de investimento 'pure play' listado na Bolsa brasileira. O banco foi avaliado em R$ 1,7 bilhão e levantou R$ 400 milhões numa oferta 100% primária. Os recursos serão usados para expandir seu balanço em operações de mercados de capitais e produtos estruturados de tesouraria para clientes.

## Posicionamento Político
Lacerda é uma das vozes mais atuantes e contundentes do Mercado Financeiro a tecer suas análises sobre o cenário político do país. Recentemente disse que a elite empresarial deveria fazer um mea-culpa por apoiar Bolsonaro e defendeu publicamente Projeto que tramita no Congresso para equidade salarial entre homens e mulheres. Ricardo também é defensor da terceira via para a eleição presidencial de 2022 e já declarou apoio público ao governador do Rio Grande do Sul, Eduardo Leite. O empresário também demonstra otimismo moderado quanto a um eventual terceiro mandato do presidente Lula, e fez críticas aos problemas estruturais da economia brasileira, principalmente a questão fiscal. Afirmou também que não teme Lula, caso ele venha com o time certo, destacando o nome de Henrique Meirelles como ministro dos sonhos em um eventual novo governo do ex-presidente.